# ديفيد فرايدلاند
ديفيد فرايدلاند هو محامي وسياسي أمريكي، ولد في 20 ديسمبر 1937. نشط حزبياً في الحزب الديمقراطي. وقد انتخب عضو مجلس ولاية نيوجيرسي ‏ وانتخب عضو جمعية نيوجيرسي العامة ‏.